# Hogna antiguiana
Hogna antiguiana là một loài nhện trong họ Lycosidae.
Loài này thuộc chi Hogna. Hogna antiguiana được Carl Friedrich Roewer miêu tả năm 1955.